# 天津市第二人民医院
天津市第二人民医院，曾名为天津市传染病医院，始建于1920年，坐落于中華人民共和國天津市南开区苏堤路75号津河西侧，是一所以“传染病学”方向为特色的三级甲等专科医院，同时也是全国最大的三级甲等传染病专科医院之一。2013年1月正式更名“天津市第二人民医院”，医院性质为非盈利性事业单位。在SARS、甲型H1N1流感期间，医院受权设有可接待发热病人和疑似病例的发热门诊。

## 历史沿革
天津市第二人民医院始建于1920年，最初隶属于北洋防疫处。1928年，北洋防疫处被划归合并至当时的天津市卫生局，医院也随之更名为“天津平民医院”。1945年，抗战结束，日本战败。天津平民医院与天津日本居留民团疗养院合并，更名“天津市传染病医院”，此一名称沿用至2012年4月。天津市卫生局于2012年4月批准天津市传染病医院更名为“天津市第二人民医院”。2012年，天津市传染病医院原址扩建计划对外公布，曾引起争议。2013年1月25日，天津市传染病医院举行更名仪式，正式更名“天津市第二人民医院”，同时将由“传染病学”方向为特色的三级甲等专科医院转型为综合性三级甲等医院。

## 主治方向
天津市第二人民医院自1945年以来一直名为天津市传染病医院，承担天津市的传染病治疗和研究，是天津市传染病学中心。同时肝脏疾病治疗是该院的特色，天津市肝病研究所亦挂靠在该院。2013年，正式更名后的天津市第二人民医院，以重症肝衰的、肝硬化并发症、肝癌、慢性乙丙肝的抗病毒治疗和以儿童传染病等五个方向为主要治疗和研究方向。

## 原址扩建争议
由于天津市第二人民医院（天津市传染病医院）历史悠久，最初的原址曾为城区边缘，目前这一地带已经发展成为城市的核心区域。同时因为就诊患者多为传染性疾病，虽无传染周边的案例发生，但仍因而引起周边居民的担忧。市民曾多次建议该医院搬离天津市区，但这一建议未获得政府方面接受。天津市政府鉴于天津市卫生局的4次安全性论证和上海、北京等传染病医院迁址新建失败的经验，坚持原址扩建的计划。

## 周边交通
- 公交：

| 鞍山西道地铁站 | 鞍山西道地铁站     | 鞍山西道地铁站 | 鞍山西道地铁站     | 鞍山西道地铁站   |
| 编号           | 路线               | 路线           | 路线               | 备注             |
| -------------- | ------------------ | -------------- | ------------------ | ---------------- |
| 45             | 山西路             | ⇆              | 澄江路公交站       |                  |
| 45新园村专线   | 新园村             | ⇆              | 澄江路公交站       |                  |
| 47             | 竹山南道公交站     | 全程 ↺         | 中环线             | 中环线逆时针循环 |
| 47             | 竹山南道公交站     | 半环 ⇆         | 天津文化中心公交站 | 中环线逆时针循环 |
| 48             | 竹山南道公交站     | 全程 ↻         | 中环线             | 中环线顺时针循环 |
| 48             | 竹山南道公交站     | 半环 ⇆         | 天津文化中心公交站 | 中环线顺时针循环 |
| 50             | 天津站（A5-1）     | ⇆              | 王顶堤公交站       |                  |
| 52             | 西站公交站（B2）   | ⇆              | 体育中心公交站     |                  |
| 191            | 自由道             | ⇆              | 静海汽车站         |                  |
| 192            | 北城街             | ⇆              | 静海汽车站         |                  |
| 193            | 禄安大街百货大楼   | ⇆              | 静海汽车站         |                  |
| 646            | 东马路             | ⇆              | 澄江路公交站       |                  |
| 681            | 天津站北广场       | ⇆              | 王顶堤商贸城公交站 |                  |
| 687            | 西站公交站（A2）   | ⇆              | 精武镇公交站       |                  |
| 829            | 西站公交站（A2）   | ⇆              | 理工大学主校区     |                  |
| 850            | 天津公交新能源基地 | ⇆              | 天华里             |                  |
| 903            | 泗阳道公交站       | ⇆              | 华苑小区公交站     |                  |
| 911            | 侯台公交站         | ⇆              | 文江东里           | 原 647           |

- 地铁：天津地铁6号线鞍山西道站